# Ramaria brunneomaculata
Ramaria brunneomaculata är en svampart som beskrevs av Schild 1992. Ramaria brunneomaculata ingår i släktet Ramaria och familjen Gomphaceae.   Inga underarter finns listade i Catalogue of Life.